# Cognome
O cognome (em latim: Cognomen, plural cognomina; de co- "junto com" e (g)nomen "nome") o terceiro nome pelo qual um cidadão romano era conhecido de acordo com a antroponímia romana.
Originalmente este nome era uma alcunha que o indivíduo recebia, porém, com o passar do tempo essa alcunha passou a ser hereditária, servindo para diferenciar diferentes ramos familiares dentro do clã.
Muitas das importantes personalidades romanas passaram à História sendo conhecidas apenas pelo seu cognome, como Cícero (cujo nome completo era "Marco Túlio Cícero", em latim Marcus Tullius Cicero) e César (para "Caio Júlio César", em latim Gaius Julius Cæsar). Ambos herdaram o cognome de seus pais.
Actualmente, o termo pode significar também além de alcunha ou apodo, poderia ser um epíteto (na Roma Antiga esse era chamado Agnomen) Com efeito, refere-se como cognome à alcunha nobre dada especialmente a reis, em celebração do seu reinado ou, à falta de outra significância, da personalidade ou tratos físicos. 
Como exemplo temos:
- D. Sancho I, o Povoador - pelo esforço em povoar o país
- D. Afonso II, o Gordo - por ser obeso e nutrido
- D. Pedro I, o Justiceiro - pela energia posta em vingar o assassínio de Inês de Castro
- D. João II, o Príncipe Perfeito - pela forma como exerceu o Poder
- D. Luís, O Popular - pela adoração do seu povo
- D. Fernando, o Formoso - pela sua beleza física